# Fútbol Sala Valdepeñas
Il Fútbol Sala Valdepeñas è una società spagnola di calcio a 5 con sede a Valdepeñas.

## Cronistoria
| Cronistoria del Fútbol Sala Valdepeñas |
| --- |
| - 2002 · Fondazione dell'Fútbol Sala Valdepeñas. - 2002-03 · 5ª nel girone ? di Primera Nacional B. - 2003-04 · 2ª nel girone ? di Primera Nacional B. Promossa in Primera Nacional A. - 2004-05 · 2ª nel girone ? di Primera Nacional A. - 2005-06 · 2ª nel girone ? di Primera Nacional A. Promossa in División de Plata. - 2006-07 · 16ª nel girone ? di División de Plata. Retrocessa in Primera Nacional A. - 2007-08 · 7ª nel girone ? di Primera Nacional A. - 2008-09 · 12ª nel girone ? di Primera Nacional A. - 2009-10 · 3ª nel girone ? di Primera Nacional A. - 2010-11 · 4ª nel girone ? di Primera Nacional A. 1º turno di Coppa del Re. - 2011-12 · 5ª nel girone V di Segunda División B. - 2012-13 · 2ª nel girone IV di Segunda División B. - 2013-14 · 1ª nel girone IV di Segunda División B. Promossa in Segunda División. Turno preliminare di Coppa del Re. - 2014-15 · 5ª in Segunda División. Semifinalista play-off promozione. Sedicesimi di finale di Coppa del Re. - 2015-16 · 3ª in Segunda División. Semifinalista play-off promozione. Ottavi di finale di Coppa del Re. - 2016-17 · 6ª in Segunda División. Semifinalista play-off promozione. Quarti di finale di Coppa del Re. - 2017-18 · 2ª in Segunda División. Promossa in Primera División. 2º turno di Coppa del Re. - 2018-19 · 14ª in Primera División. 2º turno di Coppa del Re. - 2019-20 · 3ª in Primera División. Finalista play-off scudetto. Finalista di Coppa di Spagna. 2º turno di Coppa del Re. - 2020-21 · 8ª in Primera División. Semifinalista play-off scudetto. Quarti di finale di Coppa di Spagna. Quarti di finale di Coppa del Re. - 2021-22 · 4ª in Primera División. Semifinalista play-off scudetto. Semifinalista di Coppa di Spagna. Finalista di Coppa del Re. - 2022-23 · 7ª in Primera División. Qualificata ai play-off scudetto. Quarti di finale di Coppa di Spagna. 4º turno di Coppa del Re. - 2023-24 · 7ª in Primera División. Quarti di finale play-off scudetto. Ottavi di finale di Coppa del Re. |

## Palmarès

### Competizioni nazionali
- Segunda División: 2

2017-2018

### Competizioni regionali
- Segunda División B: 1

2003-2013 (Girone IV)

### Altri piazzamenti
- Campionato spagnolo

Finalista: 2019-2020
- Coppa di Spagna

Finalista: 2019-2020
- Coppa del Re

Finalista: 2021-2022

## Organico

### Rosa 2022-2023
| N° | Naz.                                    | Ruolo | Sportivo         | Anno       |  |  |
| -- | --------------------------------------- | ----- | ---------------- | ---------- |  |  |
| 1  | Spagna (bandiera)                       | POR   | Óscar De la Faya | 04.05.2000 |  |  |
| 3  | Argentina (bandiera)                    | LAT   | Ángel Claudino   | 08.12.1995 |  |  |
| 5  | Spagna (bandiera)                       | LAT   | Alejandro Lemine | 16.01.1992 |  |  |
| 7  | Spagna (bandiera)                       | LAT   | Pol Pacheco      | 11.07.1994 |  |  |
| 8  | Spagna (bandiera)                       | DIF   | Lolo             | 07.11.1987 |  |  |
| 9  | Spagna (bandiera)                       | PIV   | Francisco Solano | 26.08.1991 |  |  |
| 10 | Brasile (bandiera)                      | LAT   | Bateria          | 16.12.1990 |  |  |
| 11 | Spagna (bandiera)                       | LAT   | Ivi              | 14.03.1995 |  |  |
| 13 | Iran (bandiera)                         | PIV   | Saeid Abbasi     | 31.07.1992 |  |  |
| 14 | Brasile (bandiera)                      | DIF   | Rafael Rato      | 16.06.1983 |  |  |
| 15 | Spagna (bandiera)                       | DIF   | Boyis            | 26.12.1989 |  |  |
| 17 | Brasile (bandiera) · Georgia (bandiera) | LAT   | Bynho            | 22.11.1992 |  |  |
| 19 | Portogallo (bandiera)                   | POR   | Eduardo Sousa    | 19.08.1996 |  |  |
| 23 | Spagna (bandiera)                       | DIF   | Nano             | 12.11.1988 |  |  |
| 25 | Brasile (bandiera)                      | PIV   | Matheus Preá     | 23.05.1993 |  |  |

### Staff tecnico
- David Ramos - Allenatore
- Jesús de Ramos López - Vice allenatore
- Javier Corrales - Preparatore atletico
- Juan Cazorla - Preparatore dei portieri
- José Carlos González - Medico
- Pedro Martínez - Fisioterapista